# مرحله پیشین خط

BEOL (لایه متالیزش) و FEOL (افزارها).

فرایند برساخت سیماس

مرحله پیشین خط (FEOL) اولین بخش از برساخت آی‌سی است که در آن قطعات جداگانه (ترانزیستورها، خازن‌ها، مقاومت‌ها و غیره) در نیم‌رسانا الگو زَده می‌شوند. FEOL به‌طور کلی تا نِهِشت (به انگلیسی: deposition) لایه‌های میان‌هابند فلزی (اما بدون احتساب آن) همه چیز را پوشش می‌دهد.
برای فرایند سیماس، FEOL تمام مراحل برساخت مورد نیاز برای تشکیل عناصر CMOS کاملاً مجزاشده شامل:
1. انتخاب نوع ویفر مورد استفاده؛ مسطح‌سازی شیمیایی-مکانیکی و تمیزکردن ویفر.
2. عایق‌بندی ترانشه کم‌عمق (STI) (یا لوکوس در مراحل اولیه، با اندازه مشخصه > ۰٫۲۵ میکرومتر)
3. تشکیل چاه
4. تشکیل ماژول گیت
5. تشکیل ماژول سورس و درین